# 桜井直蔵
桜井 直蔵（櫻井 直藏、さくらい なおぞう、1849年2月13日（嘉永2年1月21日） - 1929年（昭和4年）1月23日）は、日本の政治家、衆議院議員（1期）。

## 経歴
下総国香取郡西大須賀村（後の千葉県香取郡滑河町→下総町、現在の成田市）生まれ。農業を営む。その傍ら、1872年に学制が発布されると、私財を投じて村内に学校を建てた。1878年に西大須賀村外二ヶ村戸長となる。また、利根川流域は水害が頻繁に起こるため、利根川の護岸工事の必要性を流域住民に戸長として訴えた。1884年に堤防が完成した。1886年に大和田村外六ヶ村の戸長を兼ね、さらなる治水事業に着手し、利根川の堤防改修工事を完成させた。1889年に町村制が施行されると初代滑河町長に就任した。同年、長年の功績により、黄綬褒章を受章した。その後、香取郡会議員、千葉県会議員、地方森林会議員となる。
1898年3月の第5回衆議院議員総選挙において千葉3区から自由党公認で立候補して当選した。衆議院議員を1期務め、同年8月の第6回衆議院議員総選挙は不出馬。1913年に西大須賀耕地整理組合を結成し、同組合長となった。1929年に死去した。